# عوسق ملغاشي
عوسق ملغاشي (الاسم العلمي: Falco newtoni)، المعروف أيضًا باسم عوسق مدغشقر، أو عوسق ملغاشي مرقط، أو عوسق نيوتن، أو عوسق مدغشقر المرقط، أو كاتيتي (بالمولدة) أو هِتسكِتسيكا (بالملغاشية)، هو طائر جارح صغير من جنس الصقر. سُمي النوع العلمي على اسم عالم الطيور البريطاني إدوارد نيوتن. يشتمل على نويعين يوجدان في مدغشقر وألدابرا. يُطلق على السلالة من ألدابرا أيضًا اسم عوسق ألدابرا (Falco newtoni aldabranus). أقرب قريب حي له هو عوسق سيشل؛ كانا يُعتبران في وقت ما من نفس النوع. يبدو أن أسلافهما المشتركة قد انفصلا مؤخرًا جدًا، ربما منذ أقل من مليون عام خلال العصر الحديث الأقرب المبكر أو الأوسط. عوسق موريشيوس هو الأكثر صلة به. (Groombridge et al. 2002)